# Paul-Eugène-Maurice Drôme
Paul-Eugène-Maurice Drôme, francoski general, * 1879, † 1968.